# Міста Демократичної Республіки Конго

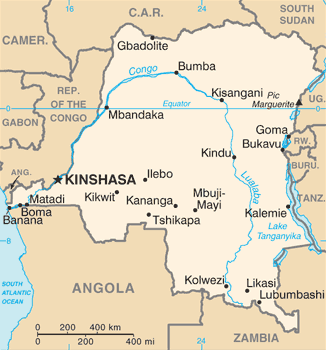
Карта ДР Конго

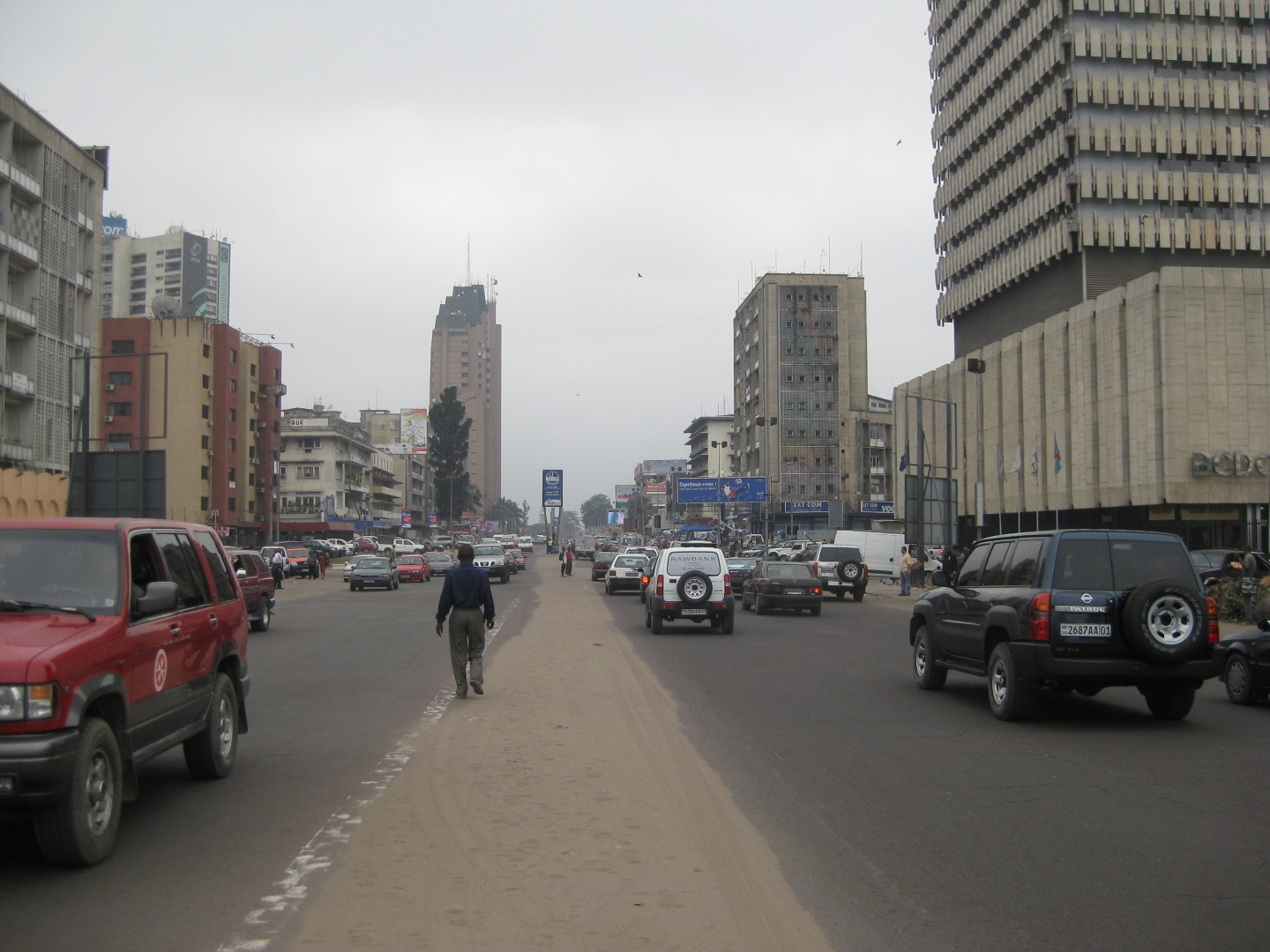
Центр Кіншаси

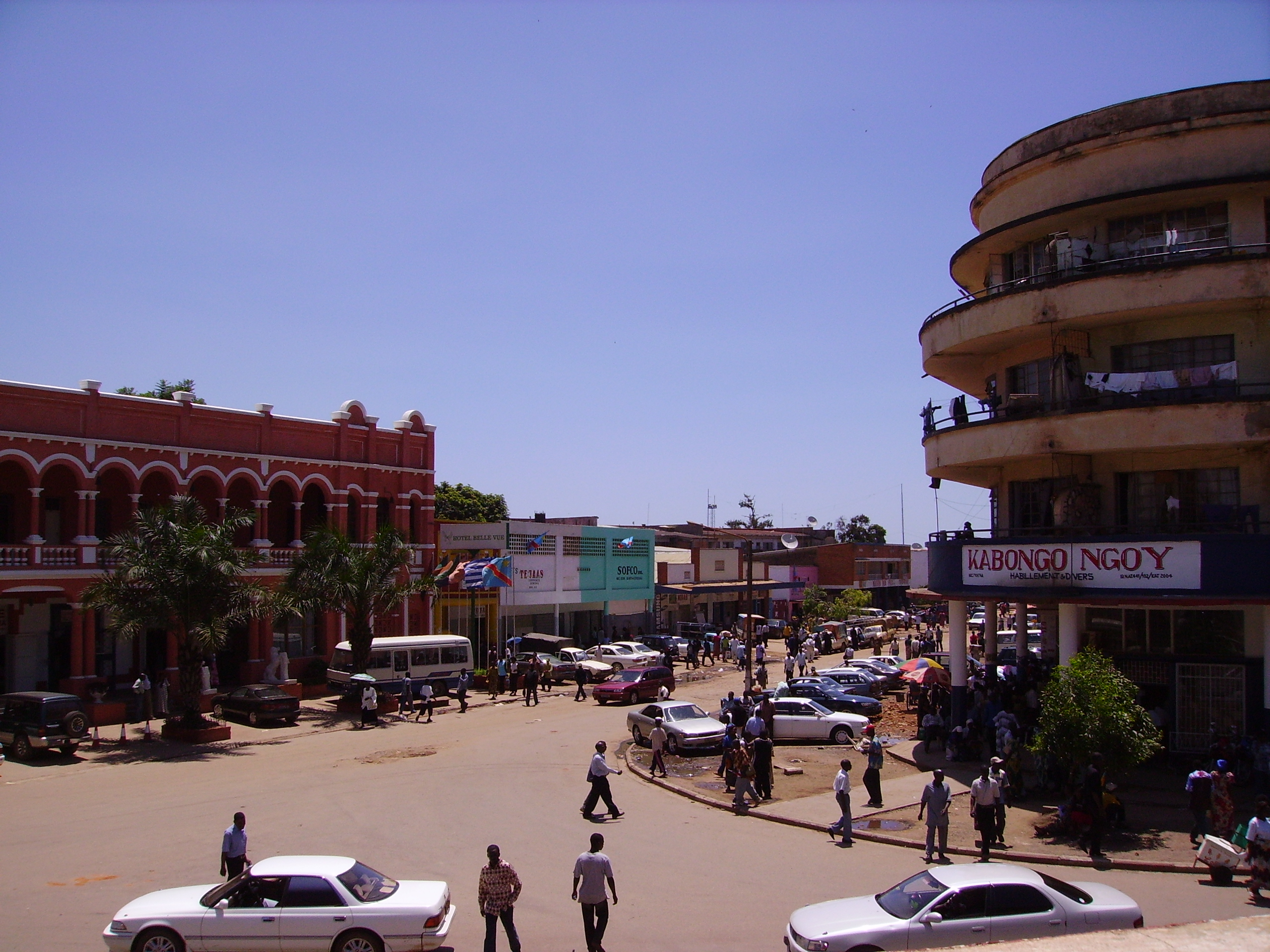
Центр Лубумбаші

Міста Демократичної Республіки Конго — список найбільших міст держави Демократична Республіка Конго. Окремою таблицею представлено десять найбільших міст країни.

## Найбільші міста
| Найбільші міста Демократичної Республіки Конго |            |                   |                        |                  |
| Позиція                                        | Місто      | Населення         | Населення              | Провінція        |
| Позиція                                        | Місто      | перепис 1984 року | за оцінкою на 2005 рік | Провінція        |
| 1.                                             | Кіншаса    | 2 653 558         | 7 787 832              | Кіншаса          |
| 2.                                             | Лубумбаші  | 564 830           | 1 374 808              | Катанга          |
| 3.                                             | Колвезі    | 416 122           | 910 167                | Катанга          |
| 4.                                             | Мбужі-Майі | 486 235           | 874 974                | Східне Касаї     |
| 5.                                             | Кісангані  | 317 581           | 539 164                | Східна провінція |
| 6.                                             | Кананга    | 298 693           | 463 556                | Лулу             |
| 7.                                             | Лікасі     | 213 862           | 422 726                | Катанга          |
| 8.                                             | Бома       | 197 617           | 344 522                | Центральне Конго |
| 9.                                             | Чикапа     | 116 016           | 267 508                | Касаї            |
| 10.                                            | Букаву     | 167 950           | 225 431                | Південне Ківу    |

## Список міст Демократичної республіки Конго
| Місто         | Назва французькою | Провінція               | Населення         |
| ------------- | ----------------- | ----------------------- | ----------------- |
| Бандунду      | Bandundu          | Бандунду                | 133 080 (2009)    |
| Бома          | Boma              | Центральне Конго        | 527 725 (2009)    |
| Букаву        | Bukavu            | Південне Ківу           | 241 690 (2009)    |
| Бумба         | Bumba             | Монгала                 | 107 626 (2009)    |
| Ілебо         | Ilebo             | Касаї                   |                   |
| Ісіро         | Isiro             | Верхнє Уеле             |                   |
| Калеміє       | Kalemie           | Катанга                 |                   |
| Кананга       | Kananga           | Лулуа                   | 1 130 000 (2004)  |
| Кіквіт        | Kikwit            | Квілу                   | 294 210 (2004)    |
| Кінду         | Kindu             | Манієма                 | 135 534 (2004)    |
| Кіншаса       | Kinshasa          | Кіншаса                 | 10 076 099 (2009) |
| Кісангані     | Kisangani         | Чопо                    | 868 672 (2010)    |
| Колвезі       | Kolwezi           | Катанга                 | 418 000           |
| Кітона        | Kitona            | Центральне Конго        | 4 000             |
| Лікасі        | Likasi            | Катанга                 | 367 000 (2005)    |
| Лубумбаші     | Lubumbashi        | Катанга                 | 1 630 186 (2005)  |
| Матаді        | Matadi            | Центральне Конго        | 245 862 (2004)    |
| Мбандака      | Mbandaka          | Екваторіальна провінція | 729 257 (2004)    |
| Мбанза-Нгунгу | Mbanza-Ngungu     | Центральне Конго        | 100 000           |
| Моба          | Moba              | Танганьїка              | 25 463 (1984)     |
| Мобаї-Мбонгі  |                   |                         |                   |
| Мбужі-Майї    | Mbuji-Mayi        | Східне Касаї            | 1 559 073 (2010)  |
| Убунду        | Ubundu            | Чопо                    |                   |
| Чикапа        | Tshikapa          | Касаї                   | 180 900 (1994)    |
| Яяма          |                   |                         | 10 000            |

## Найбільші міста географічно
Міста з населенням:
- — від 5 000 000 до 15 000 000 чел.
- — від 1 000 000 до 3 999 999 чел.
- — від 700 000 до 999 999 чел.
- — від 500 000 до 699 999 чел.
- — від 300 000 до 499 999 чел.